# Jean-Baptiste Mourcia
Jean-Baptiste Mourcia (Pertuis, 30 de septiembre de 1999) es un deportista Francia que compite en pentatlón moderno. Ganó una medalla de  en el Campeonato Europeo de Pentatlón Moderno de 2025, en la prueba individual.

## Medallero internacional
| Campeonato Europeo | Campeonato Europeo | Campeonato Europeo | Campeonato Europeo |
| Año                | Lugar              | Medalla            | Competición        |
| ------------------ | ------------------ | ------------------ | ------------------ |
| 2025               | Madrid (España)    | Medalla de bronce  | Individual         |